# Старији
Старији је четврти студијски албум босанскохерцеговачког кантаутора Ал Дина из 2008. године, у издању дискографске куће Гранд продукције. Све песме на албуму написао је и компоновао сам Ал Дино.

## Списак песама
1. Старији
2. Никад ми се не спава (feat. Мостар Севдах Реунион)
3. И сад ме по теби познају
4. Откуд ти то
5. Исмихан
6. То мора да је љубав
7. Траг у снијегу
8. Није овај свијет за тебе
9. Није суђено да будем твој
10. К’о људи (feat. Гоца Тржан)
11. Сада знам